# Mildred Gillars
Mildred Elizabeth Sisk Gillars (Portland, 29 novembre 1900 – Columbus, 25 giugno 1988) è stata una conduttrice radiofonica statunitense.
Di simpatie naziste, allo scoppio della seconda guerra mondiale venne impiegata dalle autorità tedesche per condurre un programma radiofonico propagandistico in lingua inglese. Detta Axis Sally, alla fine della guerra fu la prima donna statunitense ad essere condannata per alto tradimento, scontando 12 anni di prigione.

## Biografia
Fin da giovane dimostrò un carisma non comune, e sognava di fare l'attrice. Studiò all'Università Wesleyana dell'Ohio, ma abbandonò gli studi prima di terminarli al fine di perseguire una carriera attoriale. Rimase per anni a svolgere ruoli minori a Hollywood e Broadway, decidendo infine di abbandonare il cinema americano. Dopo aver compiuto viaggi in Europa e Nordafrica, nel 1934 si trasferì nella Germania nazista. Per un periodo si mantenne scrivendo recensioni cinematografiche di pellicole tedesche per Variety e The New York Times.
Di spiccate simpatie naziste, le autorità tedesche la reclutarono a fini propagandistici. Inizialmente solo semplice annunciatrice, presto divenne una delle voci più riconosciute dei canali radio del regime. Nel 1941 il suo fidanzato morì combattendo sul fronte orientale, e una sconvolta Gillars poco dopo denunciò l'attacco a Pearl Harbor del Giappone contro gli Stati Uniti d'America; per evitare di essere arrestata dalla Gestapo, pronunciò un solenne giuramento di fedeltà ad Adolf Hitler.
Mildred Gillars, conosciuta popolarmente come Axis Sally (mentre lei aveva adottato solo l'alias Sally), divenne quindi la conduttrice di un programma radiofonico destinato specificamente ai soldati americani impegnati sul fronte europeo: durante le sue trasmissioni, Gillars cercava di dissuaderli dal combattere utilizzando varie tattiche, tra cui "denunciare i veri responsabili della guerra" (a suo dire Franklin Delano Roosevelt, Winston Churchill e gli ebrei), mettere in dubbio la fedeltà coniugale delle mogli e fidanzate dei soldati e appellandosi alle donne americane affinché boicottassero lo sforzo bellico statunitense. Subito prima dello sbarco in Normandia si stabilì in Francia, cercando di terrorizzare con le sue trasmissioni l'armata angloamericana prospettando un disastro imminente per gli Alleati. Molto del successo della Gillars era dovuto all'abilità del suo sceneggiatore e amante Max Otto Koischwitz, che spesso le scriveva interamente i proclami da leggere in diretta; dalla morte di Koischwitz nell'agosto del 1944 Mildred Gillars cominciò ad agire in completa autonomia, ma i suoi programmi radiofonici divennero più ripetitivi e sempre meno seguiti.
Paradossalmente la propaganda di Axis Sally ebbe l'effetto contrario rispetto a quello sperato, rendendo le truppe statunitensi più combattive e determinate. Col progressivo crollo del regime nazista Mildred Gillars rimase a Berlino, trasmettendo anche durante la conquista sovietica della città. L'ultima sua trasmissione andò in onda il 6 maggio 1945, e pochi minuti dopo l'Armata Rossa irruppe nella sua stazione radio, ma Axis Sally era già fuggita (anche se forse così non fu e fu soggetta ad uno stupro di guerra). Trascorse i mesi successivi nell'anonimato, nascondendosi e vivendo sotto lo pseudonimo di "Barbara Mome". Ricercata dalle autorità statunitensi, venne infine individuata e arrestata l'anno successivo, venendo ricondotta in patria per essere processata per alto tradimento. Nel 1949 venne infine condannata ad una reclusione da dieci a trent'anni e ad una multa di 10 000 dollari.
Nel 1961 venne tuttavia rilasciata. Durante la prigionia si era convertita al cattolicesimo, e dalla scarcerazione visse da laica in un convento di Columbus, insegnandovi tedesco, francese e musica e morendo nel 1988 a causa di un tumore.